# Билићка водица
Билићка водица је једна од три водице које се налазе крај Сомбора. Налази се у салашарском насељу Билића, северозападно од Сомбора, у Западнобачком округу. Капелу на водици је саградио 1900. године Коста Георгијевић-Грк.

## Историјат
Поред извора или бунара са лековитом и исцелитељском водом, за коју се веровало да може да оздрави човека и исцели болести, током ранијих векова, био је раширен обичај да буду грађене омање капелице које су називане водице или водица. 
Билићка водица је једна од три водице које се налазе крај Сомбора.

## О водици
Поред салашарског насеља Билића, на водици, 1863. године Марија Бељански рођ. Тешић подигла је дрвену капелицу.
Капелицу је осветио сомборски прота Ђорђе Бранковић.
На истом месту, сомборски велепоседник, житарски трговац и банкар Коста Георгијевић-Грк подигао је 1900. године заветну црквицу посвећену Огњеној Марији (Св. великомученици Марини), која је и слава сомборског салаша Билића.
Коста Георгијевић је још 1891. године платио чишћење бунара на Билићкој водици, након чега је бунар поново освећен.

### Капела
Једнобродна капела са полукружном олтарском апсидом је била саграђена од опеке, кров је покривен бибер-црепом, а мали, шиљат торањ сачињен је од лима.
По свом спољашњем изгледу, косини крова, забату и торњу, капела се разликује од осталих грађевина на водицама у околини Сомбора. Има сличности са католичким капелама, које постоје на овим просторима.
На зидовима капеле су осликане иконе свете Марине, светог Ђорђа и светог Николе.
Данас ту има и неколико икона на стаклу и више икона на платну и папиру.
Уочи славе салашари су долазили у црквицу на бдење, а на дан славе окупљали су се крај црквице и бунара.

### Бунар
Бунар је постојао поред капеле и од раније, а предање каже да је богати задужбинар био излечен водом са овог бунара, те је у знак захвалности подигао црквицу. 
Над бунаром је озидана кућица од опеке. На зидовима изнад бунара осликане су слике са мотивом свети Ђорђе убија аждају, света Марина и свети Никола.

### Крст
Крст испред црквице поставила су 1923. године браћа Петар и Санко Рацић.
На крсту су са једне стране осликани арханђел Гаврило и Богородица, а на другој страни се налази уклесан текст који указује да су га подигла браћа Рацић.

## Водица данас
Билићка водица посвећена светој великомученици Марини – Огњеној Марији, је место где се салашари окупљају једном годишње за празник посвећен овој светитељки.
Данашњи изглед капела, крст и бунар добили су деведесетих година 20. века.